# General Cabrera
General Cabrera é um município da província de Córdova, na Argentina. Tem 10.351 habitantes (2001).